# Lobelia rozdęta

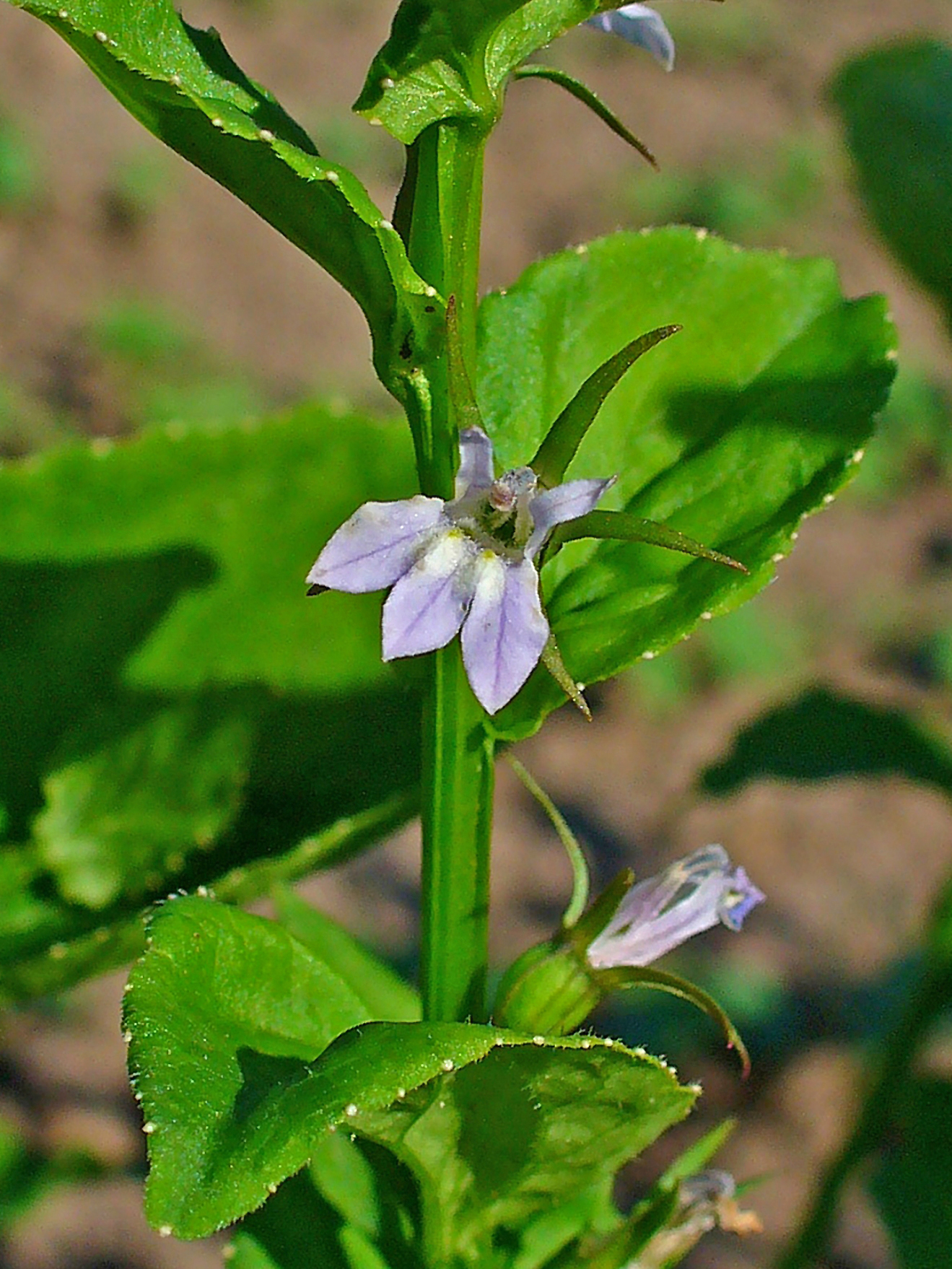
Kwitnacy pęd lobeli rozdętej

Lobelia rozdęta (Lobelia inflata L.) – gatunek rośliny z rodziny dzwonkowatych (Lobeliaceae). Inna nazwa zwyczajowa: stroiczka rozdęta. Pochodzi z Ameryki Północnej.

## Morfologia
PokrójRoślina roczna.
ŁodygaŁodygi o długości 30–60 cm, bruzdowane, kanciaste, puste w środku, szorstko owłosione, barwy jasnozielonej, na dole czerwonofioletowa.
LiścieLiście drobne, jajowatolancetowate, ogonkowe do siedzących na szczycie, na szczycie zaostrzone nieznacznie lub tępe; nasada zaostrzona, wyrastają pojedynczo, usytuowanie na łodydze skrętoległe, brzeg liści oprócz wierzchołkowych jest nierównomiernie karbowany, a na szczytach ząbków występują drobne, białawe, brodawkowate wypotniki; nieliczne krótkie włoski po obu stronach liści, najwięcej na nerwach.
KwiatyKwiaty małe o barwie niebieskiej lub białawej, nieliczne, zebrane w groniaste kwiatostany na szczycie pędu, kielich zrośnięty z 5 działek; korona dwuwargowa (górna warga głęboko rozcięta; warga dolna jest trzyklapowa), pręcików 5 zrośnięte szaroniebieskimi pylnikami, słupek dolny o dwudzielnym znamieniu.
OwocTorebka, kulista, zwisająca w czasie dojrzewania.

## Zastosowanie
- Roślina lecznicza
  - Surowiec zielarski: ziele stroiczki rozdętej zawiera liczne alkaloidy pirydynowe i alkaloidy piperydynowe: lobinę, lobelinę, lobelaninę, lobelanidynę, izolobelanidynę i inne np. sedanina.
  - Działanie: wyciągi z surowca działają podobnie do lobeliny, jednak znacznie słabiej. Lobelina ma zastosowanie jako analeptyk. Początkowo obniża, a następnie podwyższa ciśnienie krwi, zwalnia czynność serca i rozszerza oskrzela. Działa silnie pobudzająco na ośrodek oddechowy (przyspiesza i pogłębia oddech). Działanie lobeliny jest krótkotrwałe gdyż w organizmie jest ona szybko rozkładana. Inną wadą tego alkaloidu jest bliskość dawki terapeutycznej i toksycznej, co stwarza możliwość przedawkowania. Surowiec ma także działanie przeciwastmatyczne.